# Los grandes balnearios de Europa
Los grandes balnearios de Europa son un sitio de Patrimonio Mundial transnacional, compuesto por un grupo de once balnearios en siete países europeos, representativos de este fenómeno cultural y social desarrollado a partir de la época de la Ilustración hasta el comienzo del siglo XX en Europa. Inscrito el 24  de julio de 2021 en el Patrimonio de la Humanidad de la Organización de las Naciones Unidas para la Educación, la Ciencia y la Cultura de la Unesco, durante la 44.ª sesión del Comité del Patrimonio Mundial.

## Lista de sitios inscritos
«Los grandes balnearios de Europa» es el tema de la candidatura conjunta de siete países que en 2014 presentaron para su inscripción en la lista indicativa del patrimonio mundial de la UNESCO un conjunto de dieciséis balnearios termales repartidos por el continente europeo. El 24  de julio de 2021 once de ellos fueron seleccionados e incluidos en la Lista del Patrimonio Mundial de la Unesco.··.
| Número en el mapa | Sitio                           | País            | Bien - superficie (ha) | Zona tampón - superficie (ha) | Notas                  | Coordenadas                                        | Imagen |
| ----------------- | ------------------------------- | --------------- | ---------------------- | ----------------------------- | ---------------------- | -------------------------------------------------- | ------ |
| 1                 | Bad Ems                         | Alemania        | 80                     | 155                           |                        | 50°19′50″N 7°43′42.99″E / 50.33056, 7.7286083      |        |
| 2                 | Baden-Baden                     | Alemania        | 230                    | 2377                          |                        | 50°11′51.99″N 10°4′30″E / 50.1977750, 10.07500     |        |
| 3                 | Bad Kissingen                   | Alemania        | 212                    | 524                           |                        | 48°45′26.98″N 8°14′32.98″E / 48.7574944, 8.2424944 |        |
| 4                 | Baden bei Wien                  | Austria         | 343                    | 555                           |                        | 48°0′35.98″N 16°14′0.98″E / 48.0099944, 16.2336056 |        |
| 5                 | Spa                             | Bélgica         | 772                    | 1536                          | Antiguas termas de Spa | 50°30′00″N 5°52′01″E / 50.5, 5.867                 |        |
| 6                 | Vichy                           | Francia         | 68                     | 253                           |                        | 46°07′37″N 3°25′07″E / 46.126828, 3.418604         |        |
| 7                 | Montecatini Terme               | Italia          | 114                    | 341                           |                        | 43°53′4″N 10°46′28″E / 43.88444, 10.77444          |        |
| 8                 | Bath                            | Reino Unido     | 2870                   |                               | Termas de Bath         | 51°22′53″N 2°21′31″O / 51.38139, -2.35861          |        |
| 9                 | Františkovy Lázně (Franzensbad) | República Checa | 367                    | 872                           |                        | 50°7′2″N 12°21′2″E / 50.11722, 12.35056            |        |
| 10                | Karlovy Vary (Carlsbad)         | República Checa | 1123                   | 1029                          |                        | 50°13′23″N 12°53′0.98″E / 50.22306, 12.8836056     |        |
| 11                | Marianske Lazne (Marienbad)     | República Checa | 835                    | 3677                          |                        | 49°58′38″N 12°41′23.98″E / 49.97722, 12.6899944    |        |

|

## Génesis
La región de Karlovy Vary en la República Checa inició en 2006 el proyecto para presentar las tres ciudades balneario del triángulo de Bohemia Occidentalː Karlovy Vary (Carlsbad), (Mariánské Lázně (Marienbad) y Františkovy Lázně (Franzensbad) para su inscripción en la Lista indicativa del patrimonio mundial.
Posteriormente, se llevó a cabo un análisis comparativo de los distintos lugares europeos de termalismo, realizado por una comisión asesora de expertos internacionales, reunidos bajo los auspicios del Instituto Nacional del Patrimonio de la República Checa. Eso condujo, en 2011, a la selección de las ciudades termales susceptibles de ser incluidas en la lista inicial que, de nacional, bajo el título de «Significant European Spa Towns of the 19th Century» (Importantes ciudades balneario europeas del siglo XIX), pasaría a  ser multinacional: a las tres ciudades anteriores se añadieron los balnearios de Luhačovice, Baden-Baden, Spa, Vichy, Bath y Montecatini Terme. Luego se agregaron las ciudades de Bad Ischl, Baden bei Wien, Bad Kissingen, Bad Ems, Bad Homburg vor der Höhe, Wiesbaden y Bad Pyrmont, y el proyecto toma el nombre de «Great spas of Europe» (Grandes balnearios de Europa). Un grupo de trabajo internacional, coordinado por un comité directivo encabezado por un representante del Ministerio de Cultura de la República Checa, redactó la documentación destinada a acompañar la solicitud presentada individualmente por cada uno de los países interesados.

## Calendario de las candidaturas

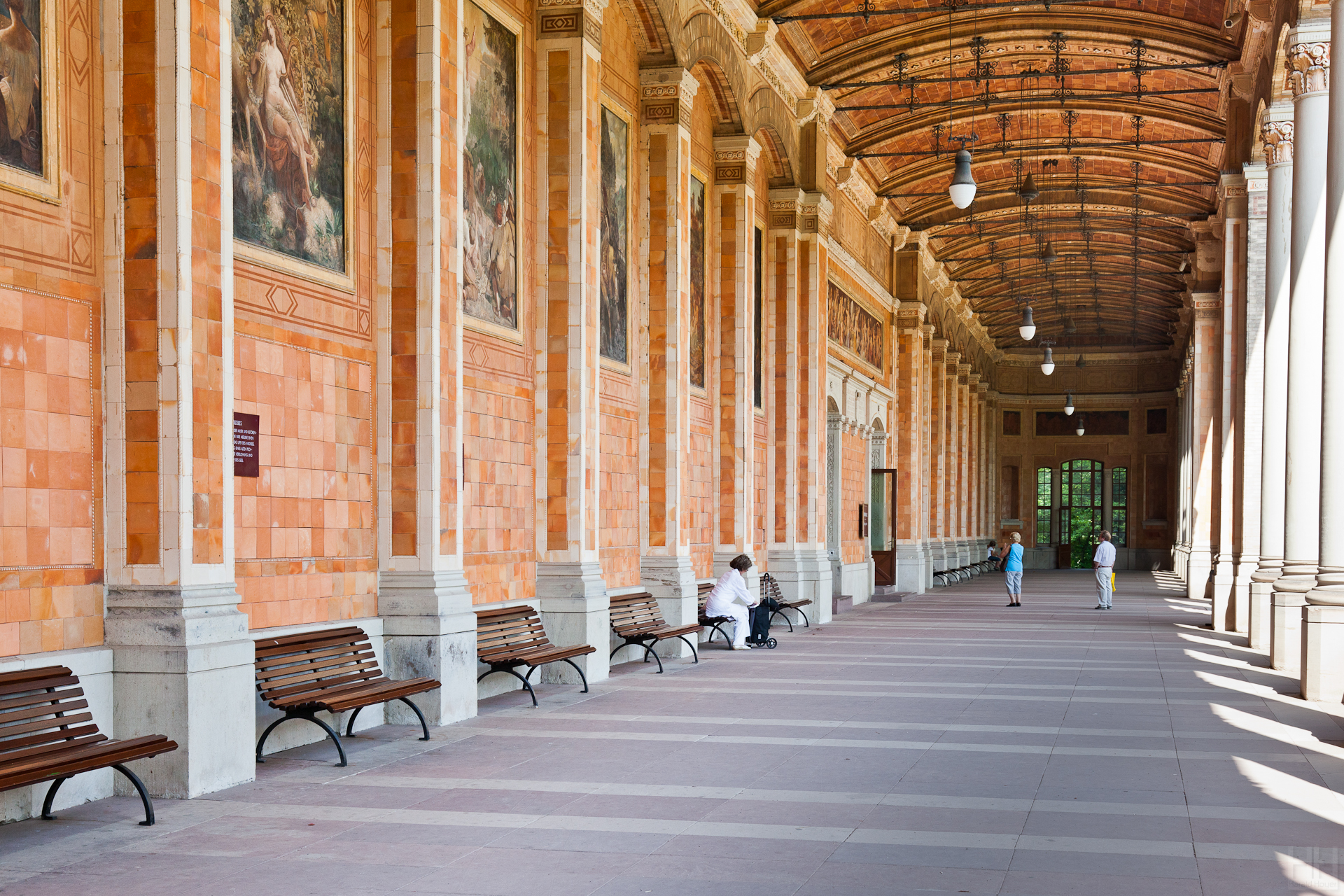
Baden-Baden
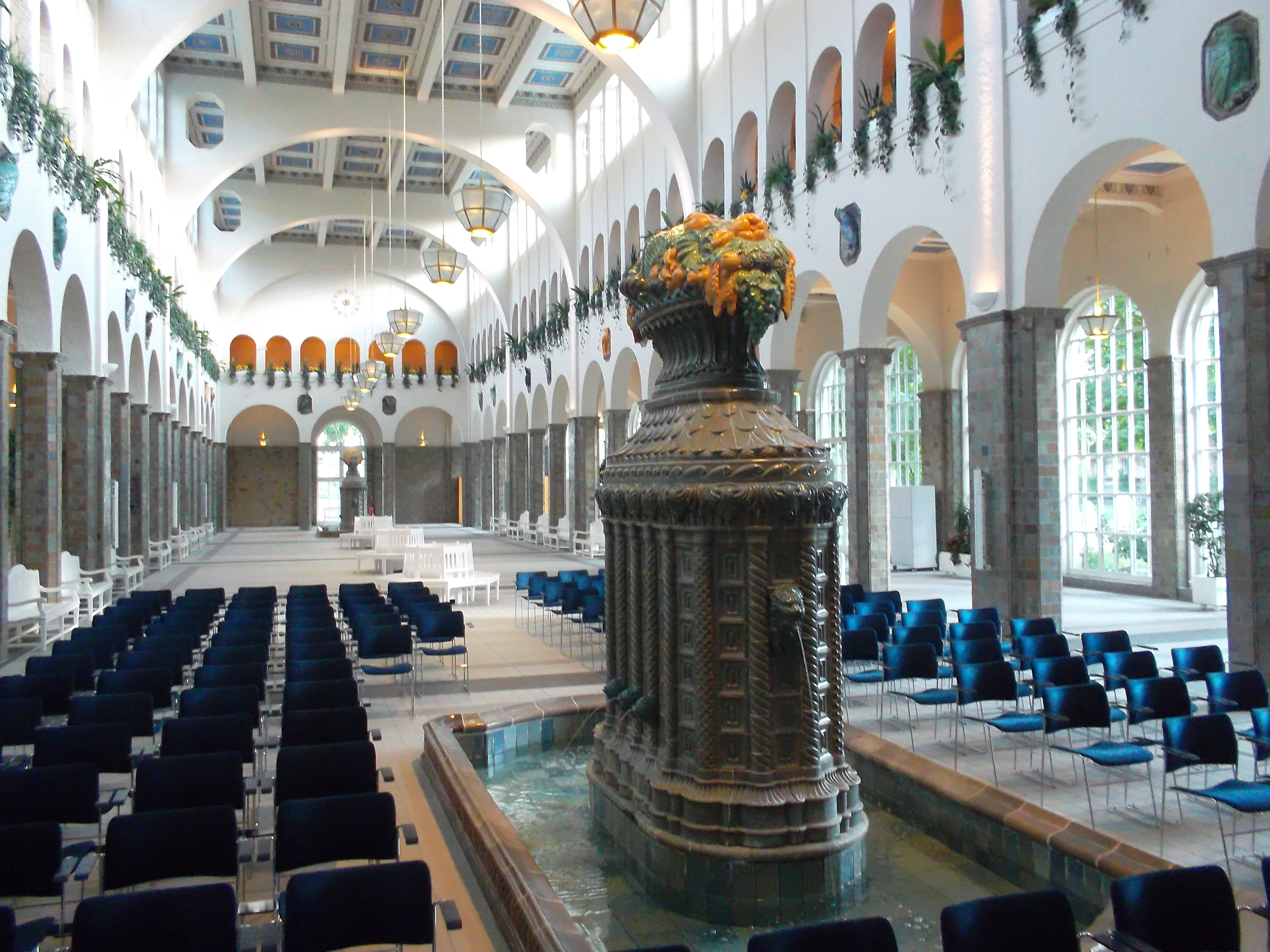
Bad Kissingen
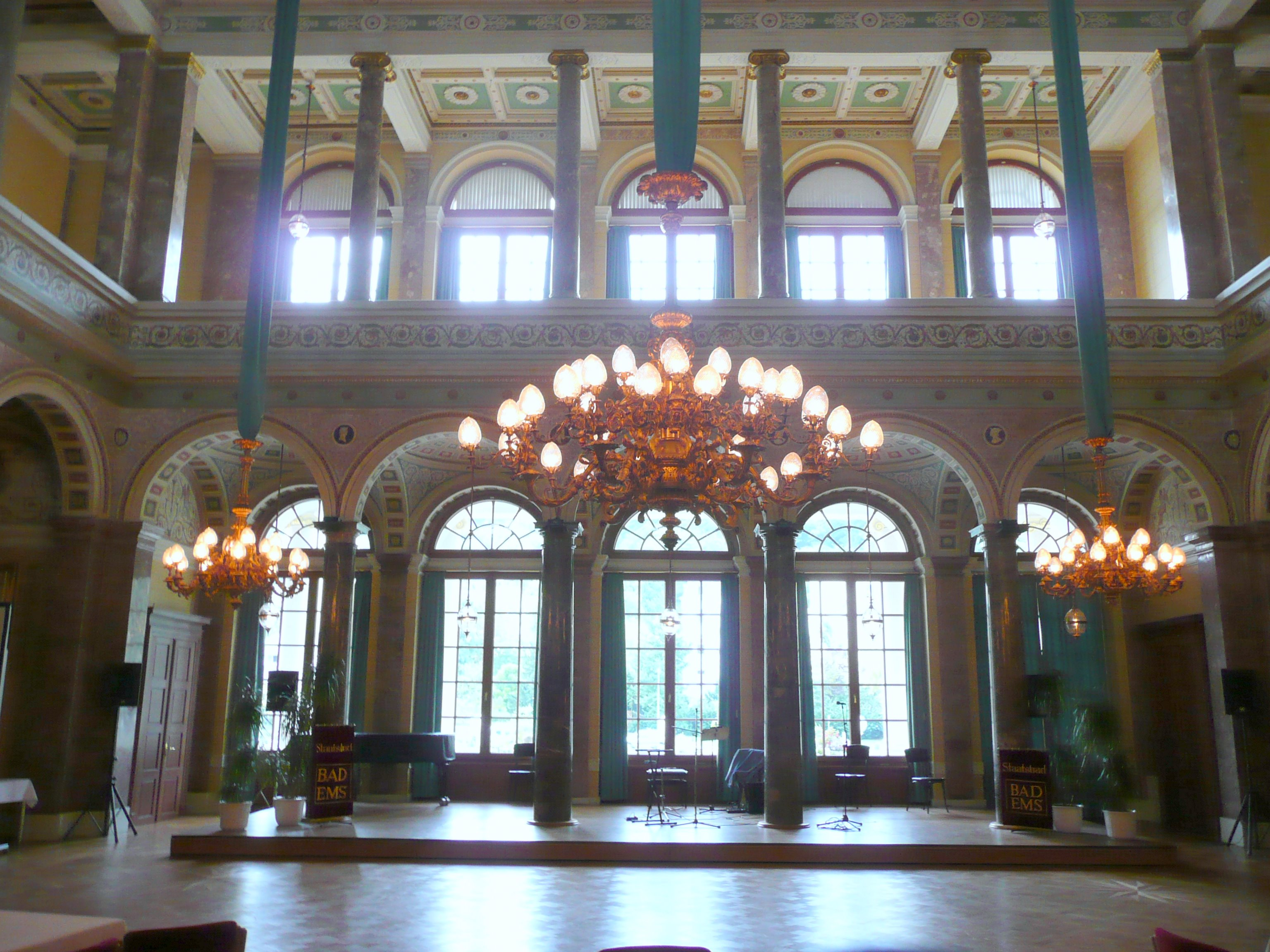
Bad Ems

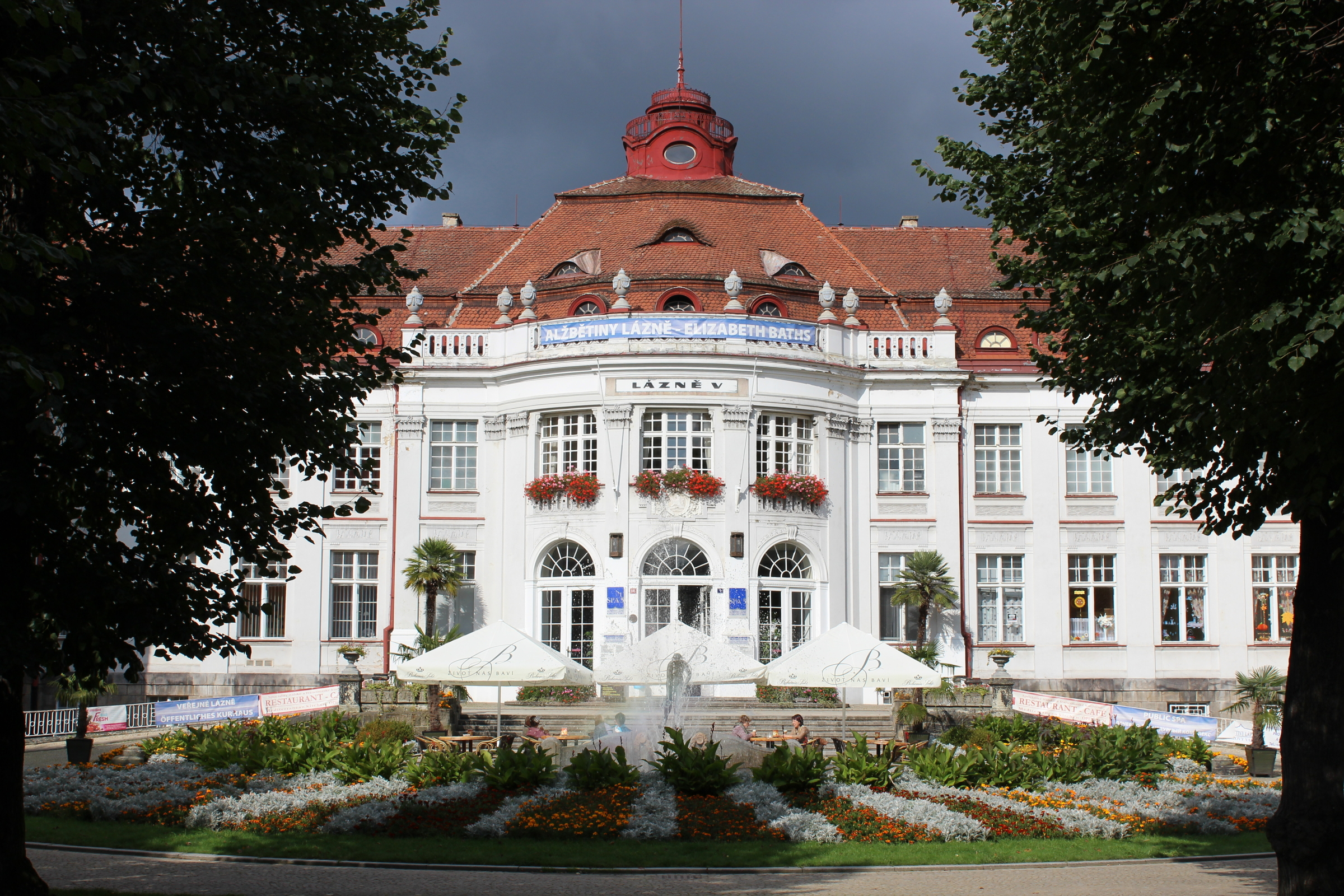
Karlovy Vary (Carlsbad)
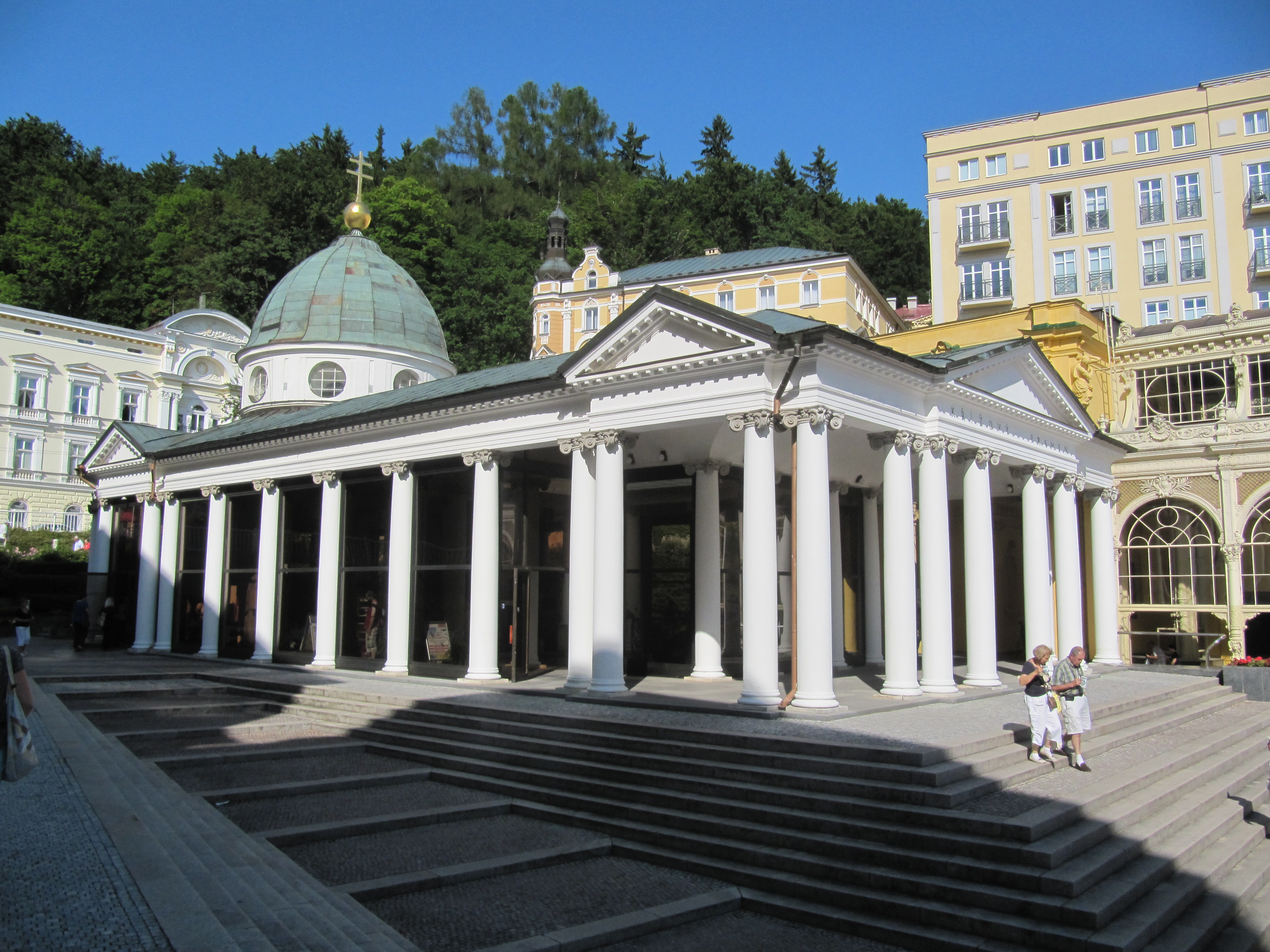
Marienbad
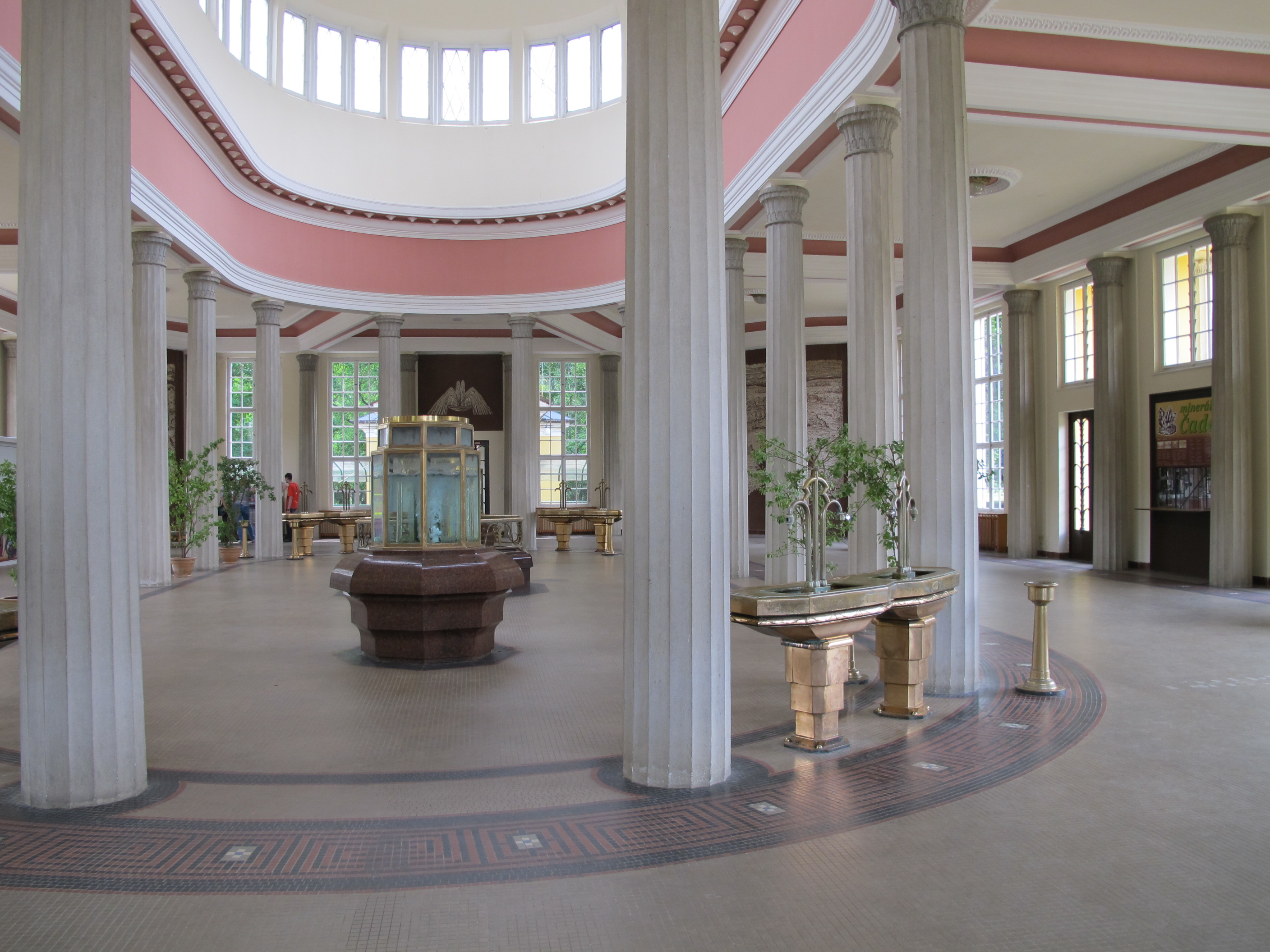
Františkovy Lázně
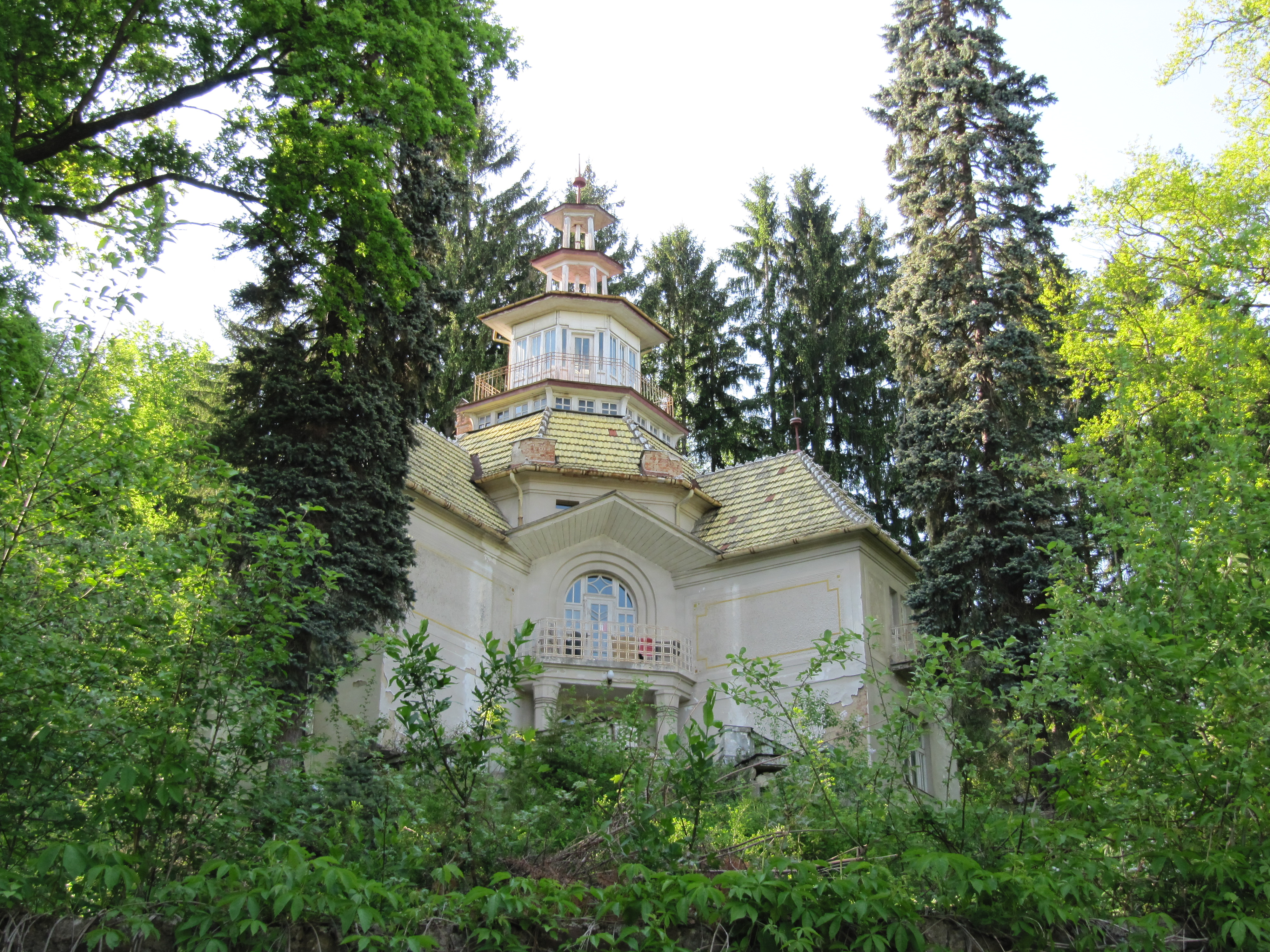
Luhačovice

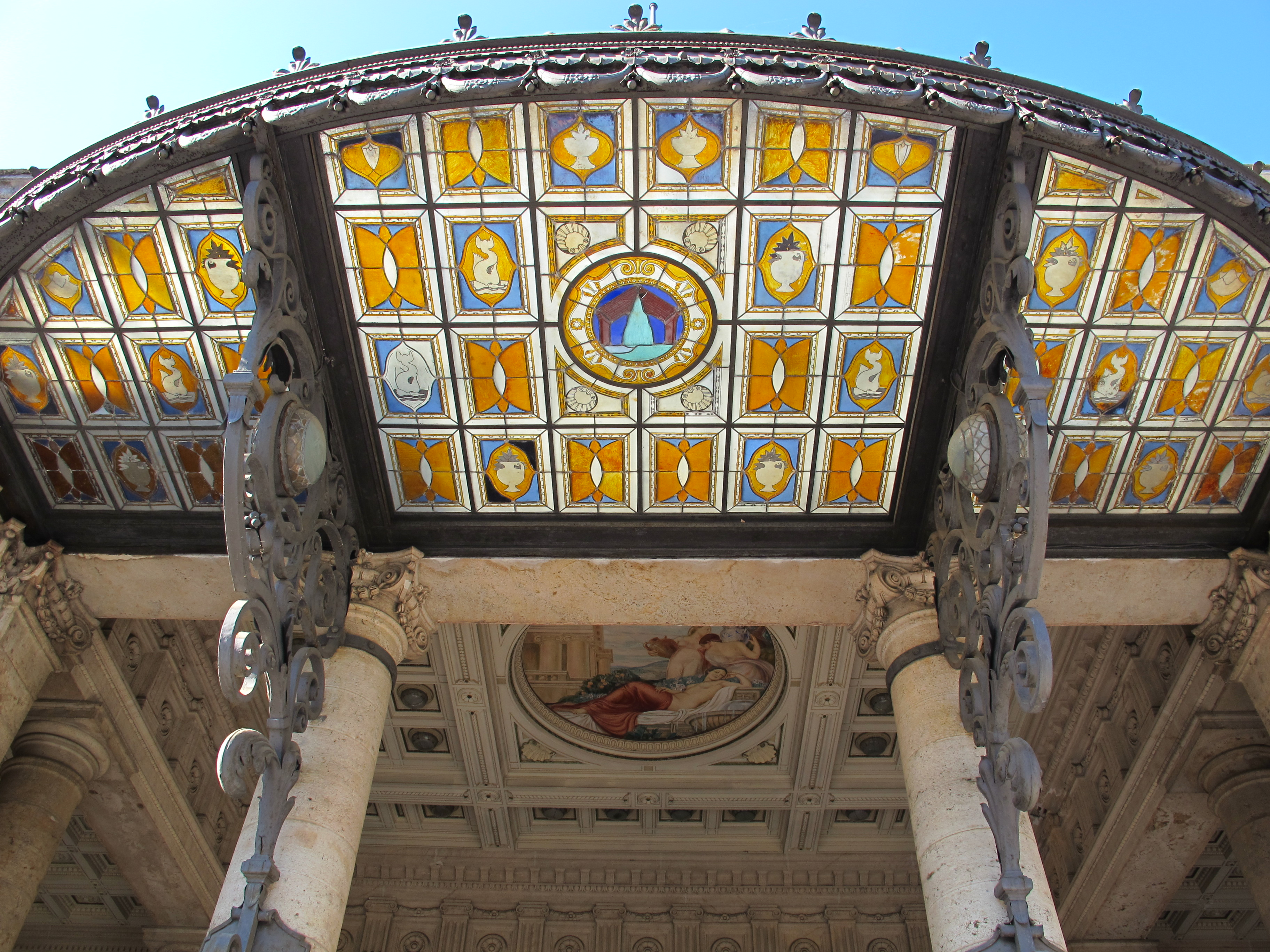
Montecatini Terme
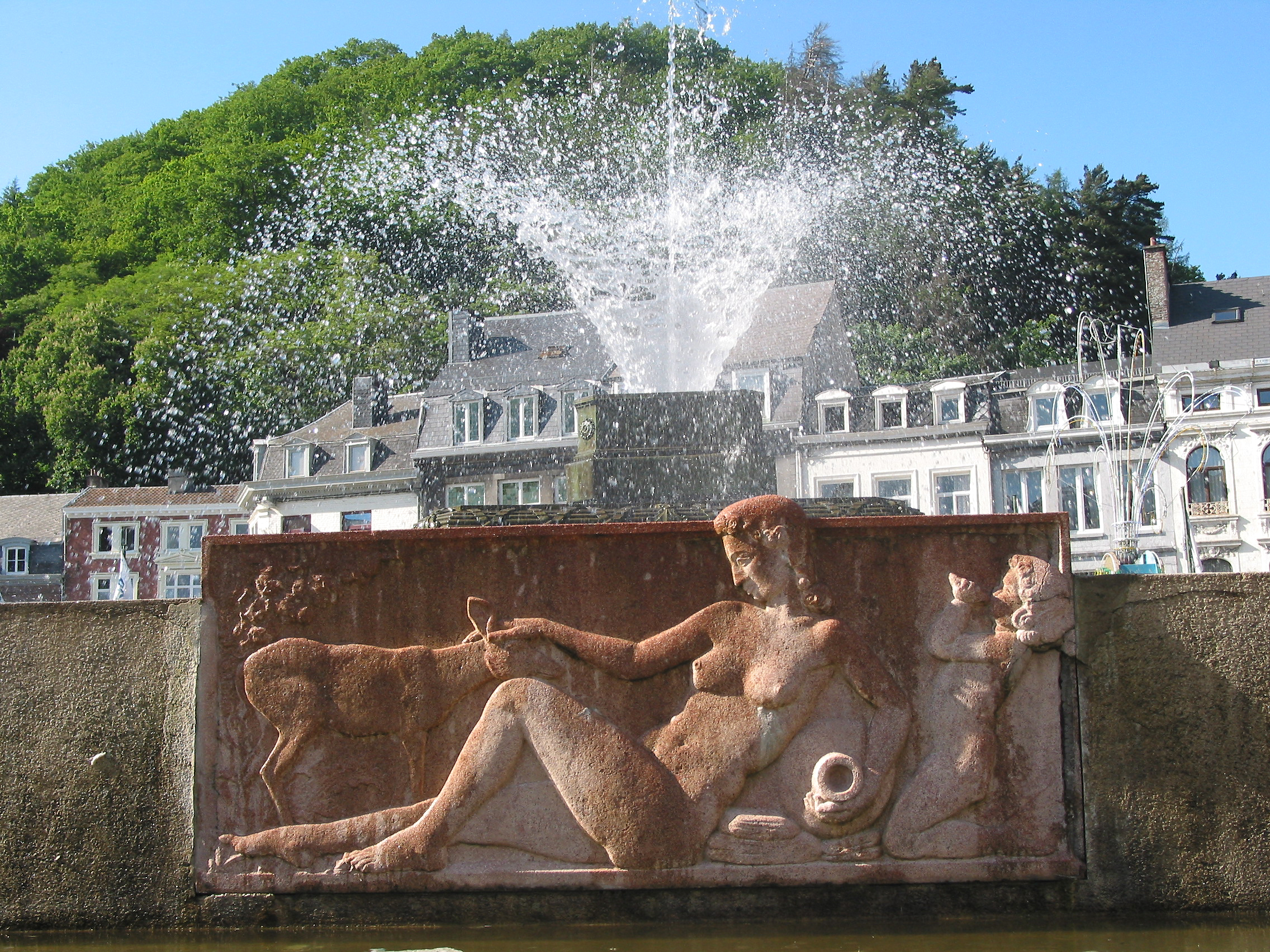
Spa
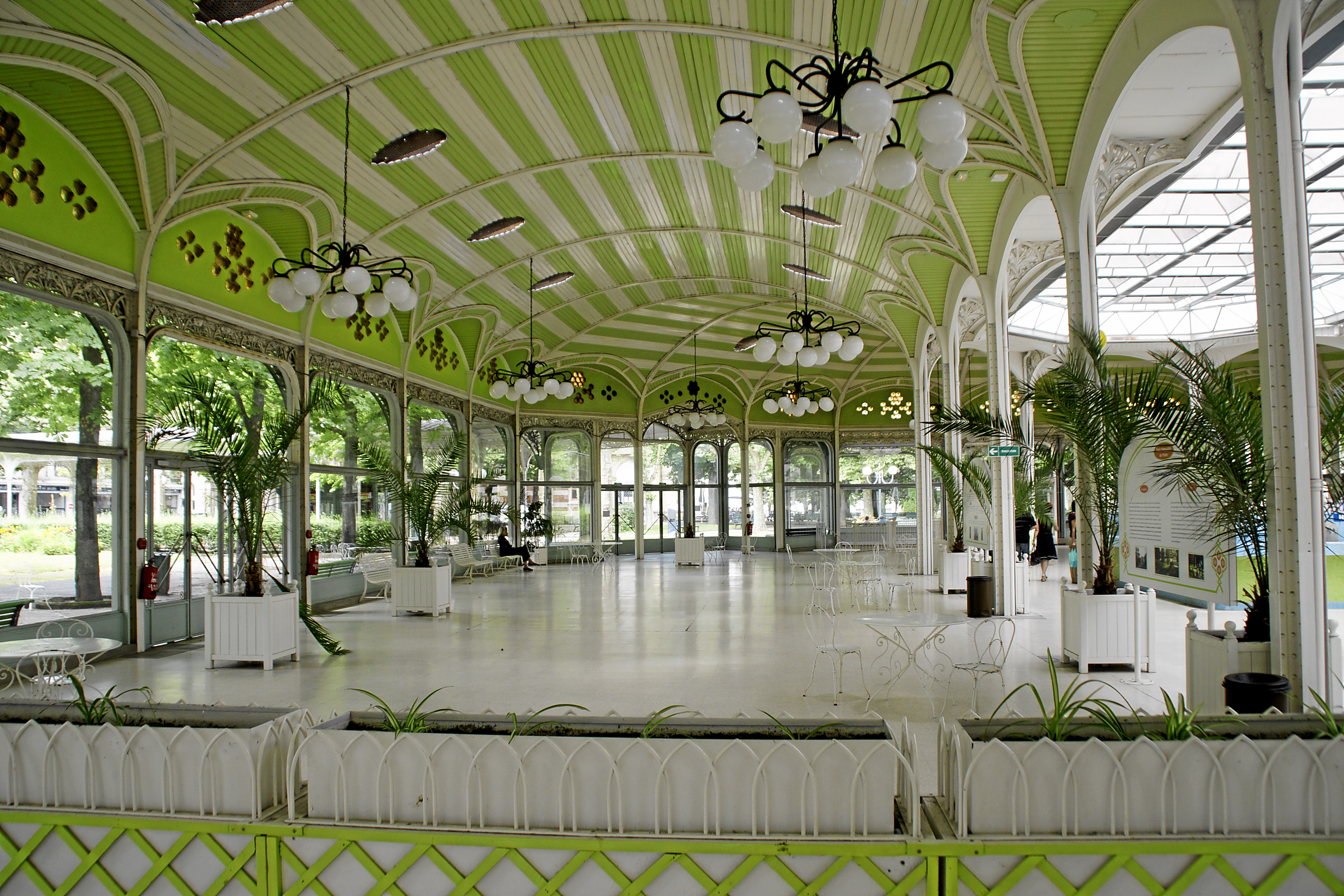
Vichy

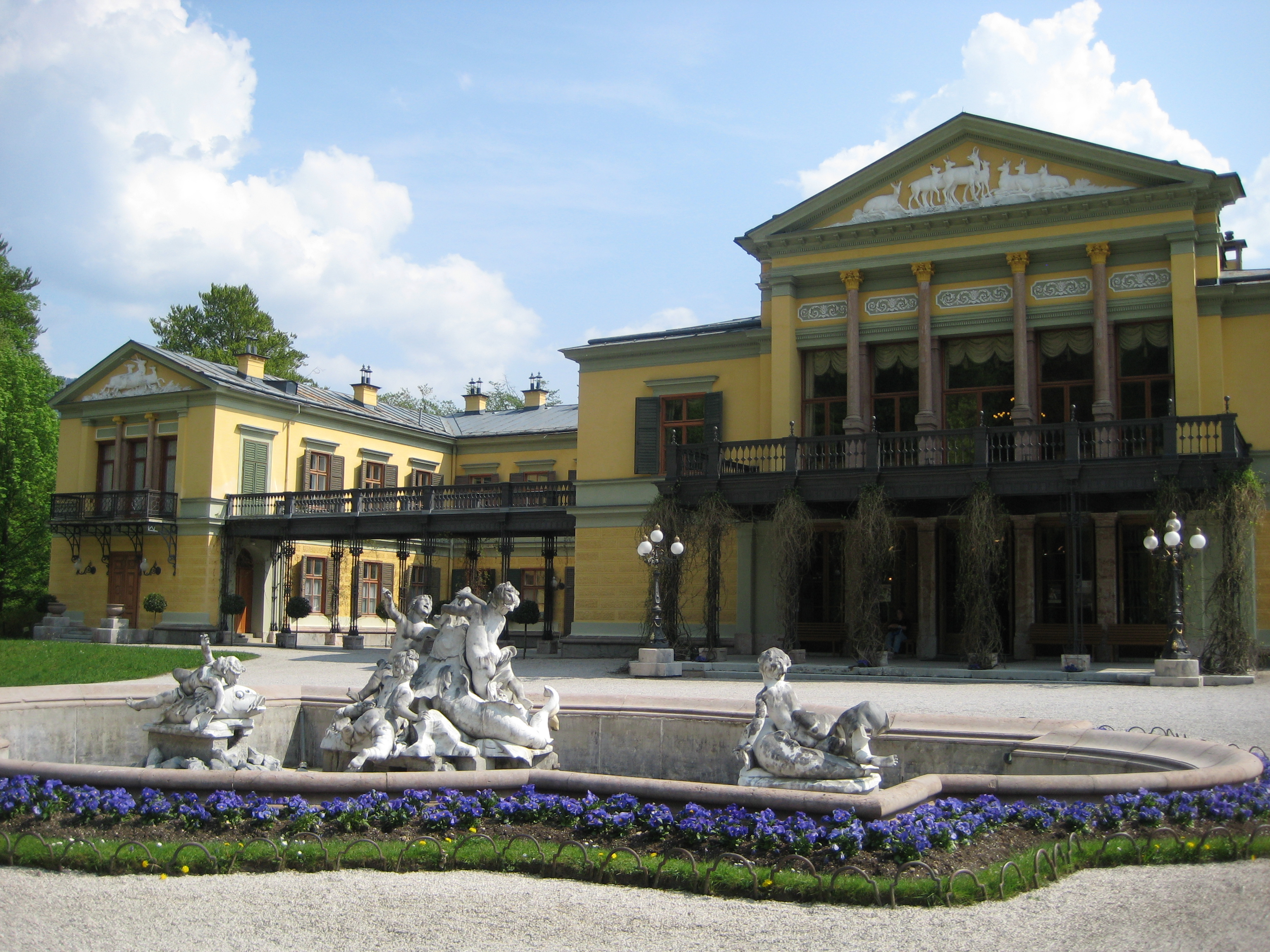
Bad Ischl
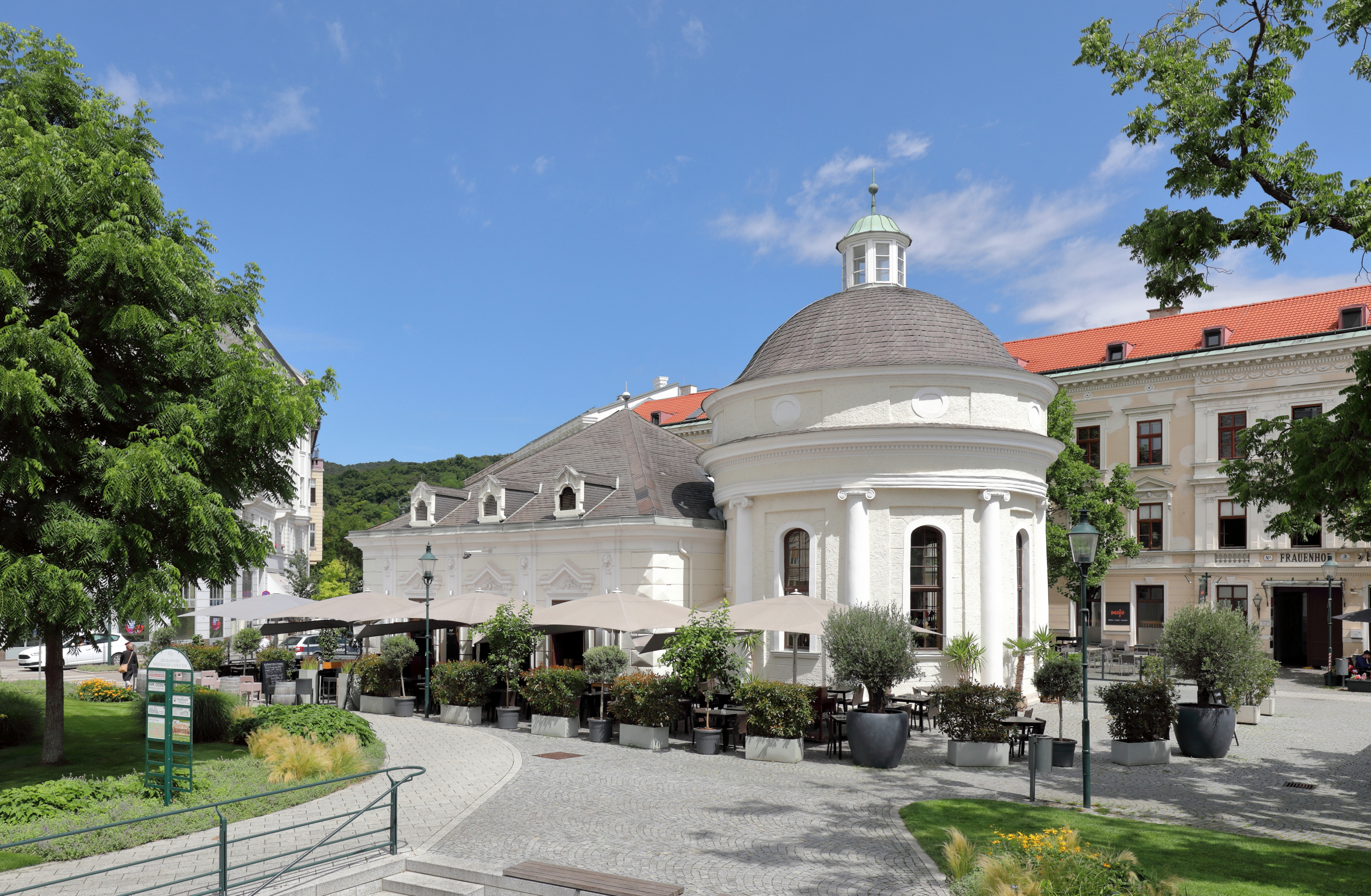
Baden bei Wien
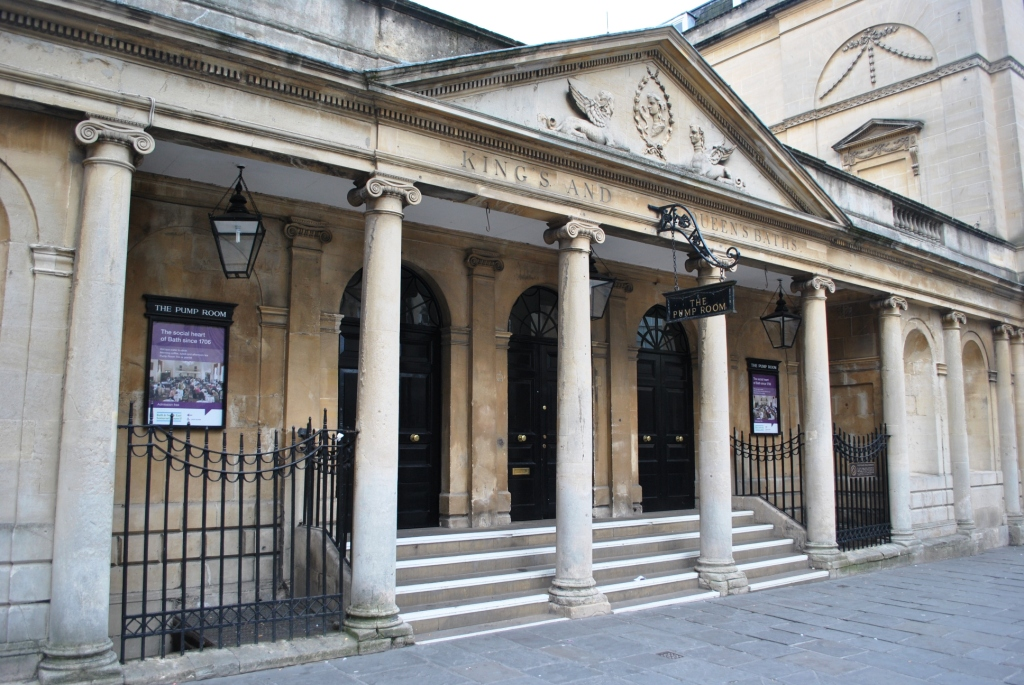
Bath

- Baden-Baden
- Bad Kissingen
- Bad Ems

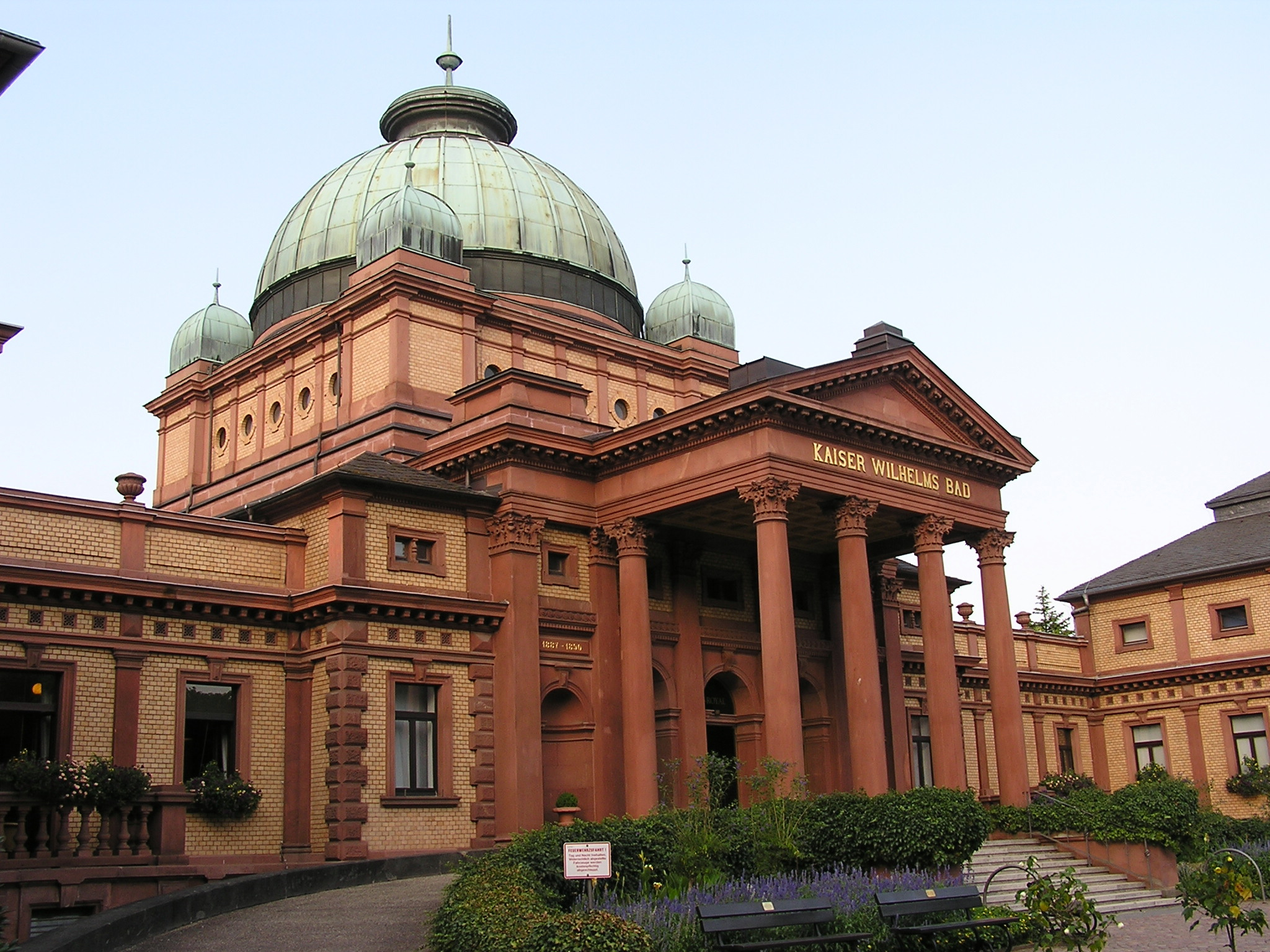
Bad Homburg vor der Höhe
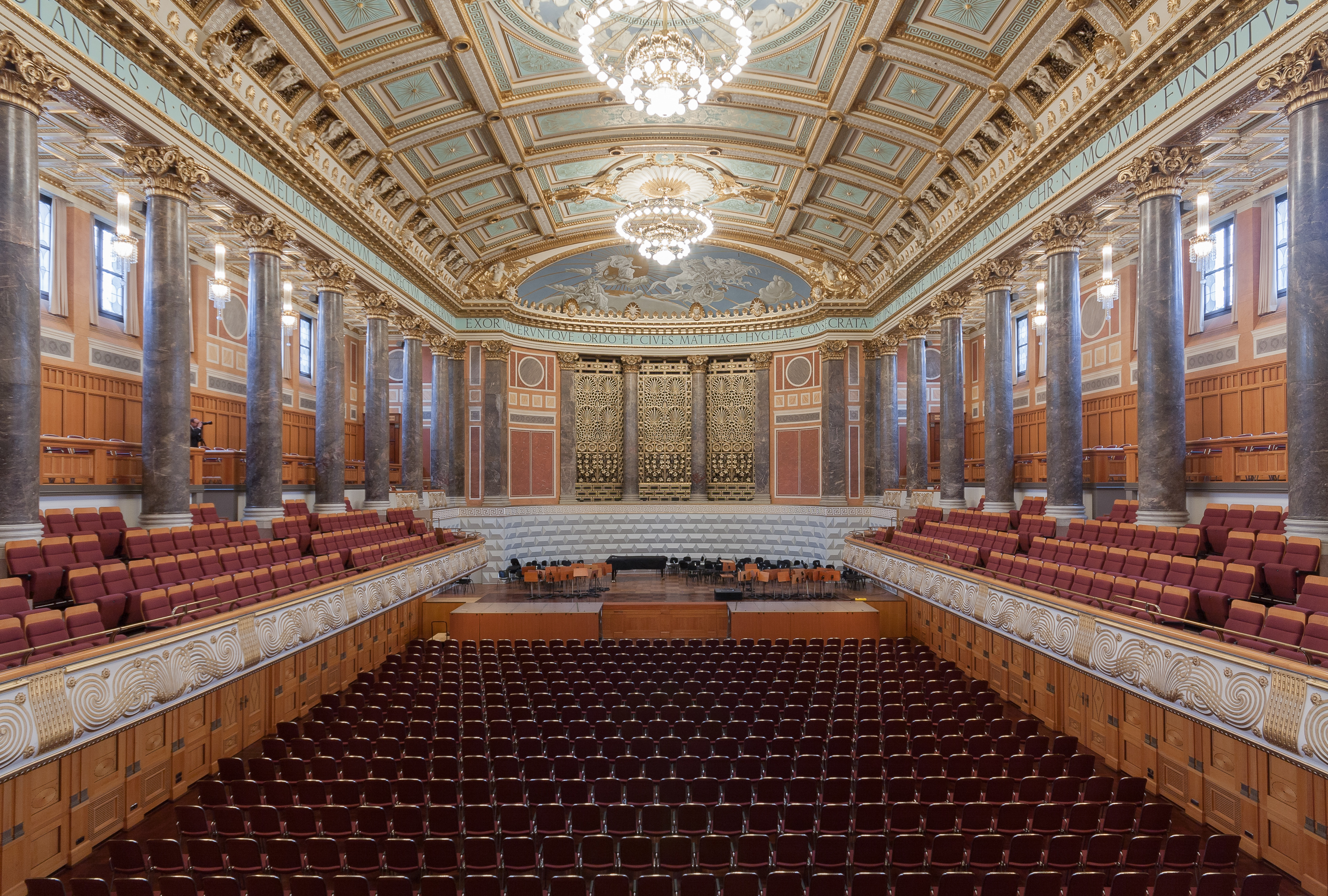
Wiesbaden
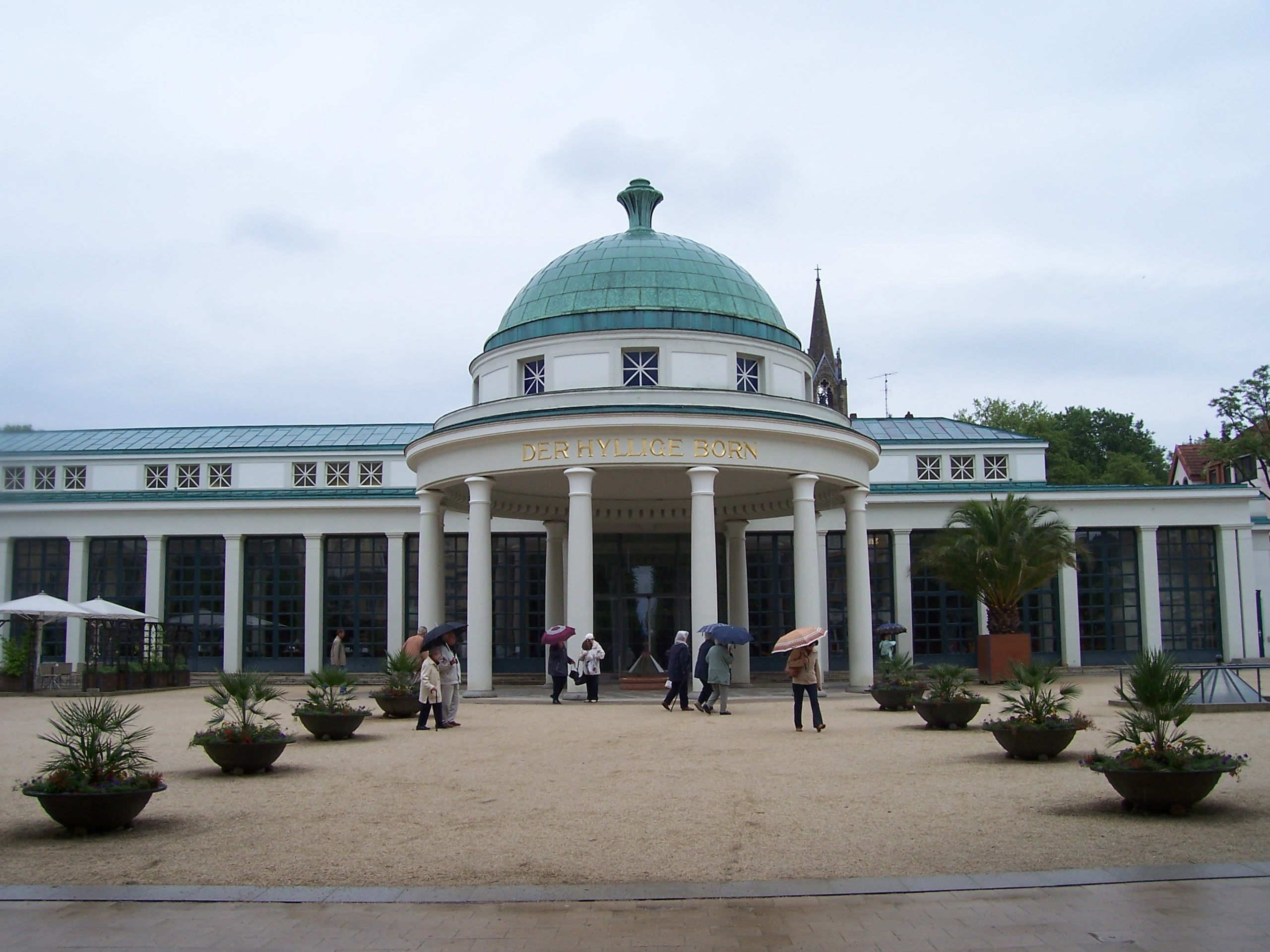
Bad Pyrmont

## Características comunes
El conjunto propuesto estaba formado por dieciséis ciudades balneario representativas de este fenómeno cultural y social del termalismo desarrollado entre la Ilustración y la década de 1920 en Europa.
El papel terapéutico de las ciudades seleccionadas se desplegó en torno a la asistencia sanitaria a medida que se prestaban, antes de recurrir a la Alopatía, a partir de fuentes de aguas minerales naturales, ya utilizadas en las primeras termas romanas, y sirvieron de marco internacional para el desarrollo de la medicina. El marco se creó en función de la ubicación de las fuentes, las propiedades del agua y de las prácticas médicas. Los establecimientos termales contaban con refrigerios, baños y salas de tratamiento, donde se administraban tratamientos médicos en forma de curas de bebida, baños, inhalaciones o baños de barro.
Las prácticas médicas se asocian aquí a prácticas mundanas favorecidas por los salones de los grandes hoteles y las villas, los amplios paseos y jardines de recreo, los lugares de culto de todas las religiones, los casinos, hipódromos, teatros, salas de conciertos y los cafés con un ambiente cosmopolita y multicultural que favorecía la socialización, las tertulias, los encuentros diplomáticos, las actividades artísticas. La notoriedad de las ciudades seleccionadas se caracteriza por la acogida y la estancia de cabezas coronadas y celebridades.
Las ciudades seleccionadas han contribuido a la formación de una cultura y una sociedad y han difundido la tradición europea de la ciudad balneario en otras partes del mundo bajo la influencia de los países europeos. Cuna del termalismo, han influido en otros tipos de lugares de tratamiento, como los balnearios o los balnearios climáticos, y propiciado el surgimiento y desarrollo de una industria turística. El conjunto propuesto concentra características tipológicas y reconocidas que no se encuentran simultáneamente en ningún otro sitio estudiado.

### Candidatura alemana
1. Baden-Baden[14]
2. Bad Kissingen[15]
3. Bad Ems[16]
4. Bad Homburg vor der Höhe[17]
5. Wiesbaden
6. Bad Pyrmont

### Candidatura checa
1. Karlovy Vary (Carlsbad)[18]
2. Marienbad
3. Františkovy Lázně
4. Luhačovice

### Candidaturas de otros países
1. Montecatini Terme (Italia)
2. Spa (Bélgica)
3. Vichy (Francia)
4. Bad Ischl (Austria)
5. Baden bei Wien (Austria)[19]
6. Bath (Reino Unido)